# Rio Faisqueira
Rio Faisqueira är ett vattendrag i Brasilien.   Det ligger i delstaten Paraná, i den södra delen av landet, 1 100 km söder om huvudstaden Brasília.
I omgivningarna runt Rio Faisqueira växer i huvudsak städsegrön lövskog. Runt Rio Faisqueira är det ganska glesbefolkat, med 43 invånare per kvadratkilometer.